# Washington Bullets 1992-1993
La stagione 1992-93 dei Washington Bullets fu la 32ª nella NBA per la franchigia.
I Washington Bullets arrivarono settimi nella Atlantic Division della Eastern Conference con un record di 22-60, non qualificandosi per i play-off.

## Roster
| N° | Naz.                   | Ruolo | Sportivo         | Anno | Alt. | Peso |
| -- | ---------------------- | ----- | ---------------- | ---- | ---- | ---- |
| 2  | Stati Uniti (bandiera) | A     | Buck Johnson     | 1964 | 201  | 86   |
| 3  | Stati Uniti (bandiera) | G     | Rex Chapman      | 1967 | 193  | 84   |
| 5  | Stati Uniti (bandiera) | GA    | Larry Robinson   | 1968 | 191  | 82   |
| 10 | Stati Uniti (bandiera) | G     | Michael Adams    | 1963 | 178  | 73   |
| 13 | Stati Uniti (bandiera) | G     | Chris Corchiani  | 1968 | 183  | 84   |
| 14 | Stati Uniti (bandiera) | G     | Doug Overton     | 1969 | 191  | 86   |
| 15 | Stati Uniti (bandiera) | G     | Steve Burtt      | 1962 | 188  | 84   |
| 20 | Stati Uniti (bandiera) | G     | Brent Price      | 1968 | 185  | 75   |
| 22 | Stati Uniti (bandiera) | G     | LaBradford Smith | 1969 | 191  | 91   |
| 23 | Stati Uniti (bandiera) | AC    | Charles Jones    | 1957 | 206  | 98   |
| 24 | Stati Uniti (bandiera) | A     | Tom Gugliotta    | 1969 | 208  | 109  |
| 32 | Stati Uniti (bandiera) | G     | Byron Irvin      | 1966 | 196  | 86   |
| 33 | Stati Uniti (bandiera) | A     | Larry Stewart    | 1968 | 203  | 100  |
| 34 | Stati Uniti (bandiera) | A     | Don MacLean      | 1970 | 208  | 107  |
| 42 | Stati Uniti (bandiera) | AC    | Mark Acres       | 1962 | 211  | 100  |
| 42 | Stati Uniti (bandiera) | AC    | Greg Foster      | 1968 | 211  | 109  |
| 43 | Stati Uniti (bandiera) | AC    | Pervis Ellison   | 1967 | 206  | 95   |
| 44 | Stati Uniti (bandiera) | A     | Harvey Grant     | 1965 | 203  | 88   |
| 50 | Stati Uniti (bandiera) | C     | Alan Ogg         | 1967 | 218  | 109  |

## Staff tecnico
- Allenatore: Wes Unseld
- Vice-allenatori: Bill Blair, Jeff Bzdelik
- Preparatore atletico: John Lally